# Jewelpet
Jewelpet (яп. ジュエルペット Дзюэрупэтто) — медиафраншиза и серия игрушек, созданная как совместное предприятие двух крупных японских компаний, Sanrio и Sega. Продюсер — Юко Ямагути (дизайнер Hello Kitty), дизайнер персонажей — Миюки Окимура.
Серия игрушек была запущена в 2008 году, а через год, в 2009-м, вышло первое аниме из серии. Оно называлось просто Jewelpet, за ним последовали Jewelpet Twinkle, Jewelpet Sunshine, Jewelpet Kira Deco! (четвёртый сериал, 2012), полнометражный фильм Eiga Jewelpet Sweets Dance (2012), и, наконец, Jewelpet Happiness (пятый сериал, 2013).